# Religioni nel Brunei
Nel sultanato del Brunei vi è una predominanza di credenti musulmani, con circa il 67% del totale della popolazione; tra le altre maggiori religioni vi è anche il buddhismo col 13% degli abitanti che ne seguono la dottrina, mentre un altro 10% è cristiano. Il restante 10% va ad altre religioni o alla variegate forme di credenze popolari-etniche indigene.
L'Islam rappresenta la religione di Stato ufficiale, ma la libertà di religione viene garantita, col diritto dato di poter praticar privatamente la propria fede; inoltre, alcune festività non islamiche come ad esempio il Natale, vengono riconosciute ed ammesse. Purtuttavia tali diritti sono limitati e l'educazione religiosa viene controllata anche negli istituti scolastici privati, mentre l'eventuale distribuzione di materiali informativi non islamici sono soggetti a confisca immediata. 
Il Paese segue ufficialmente il madhhab sciafi; la maggioranza della popolazione musulmana della nazione segue tale scuola che rappresenta una delle principali fonti di legge per l'intero sultanato. Tuttavia, con l'autorizzazione del Sultano i legislatori possono anche riferirsi a un'altra delle tre scuole di impostazione sunnita.